# Milot (Haiti)

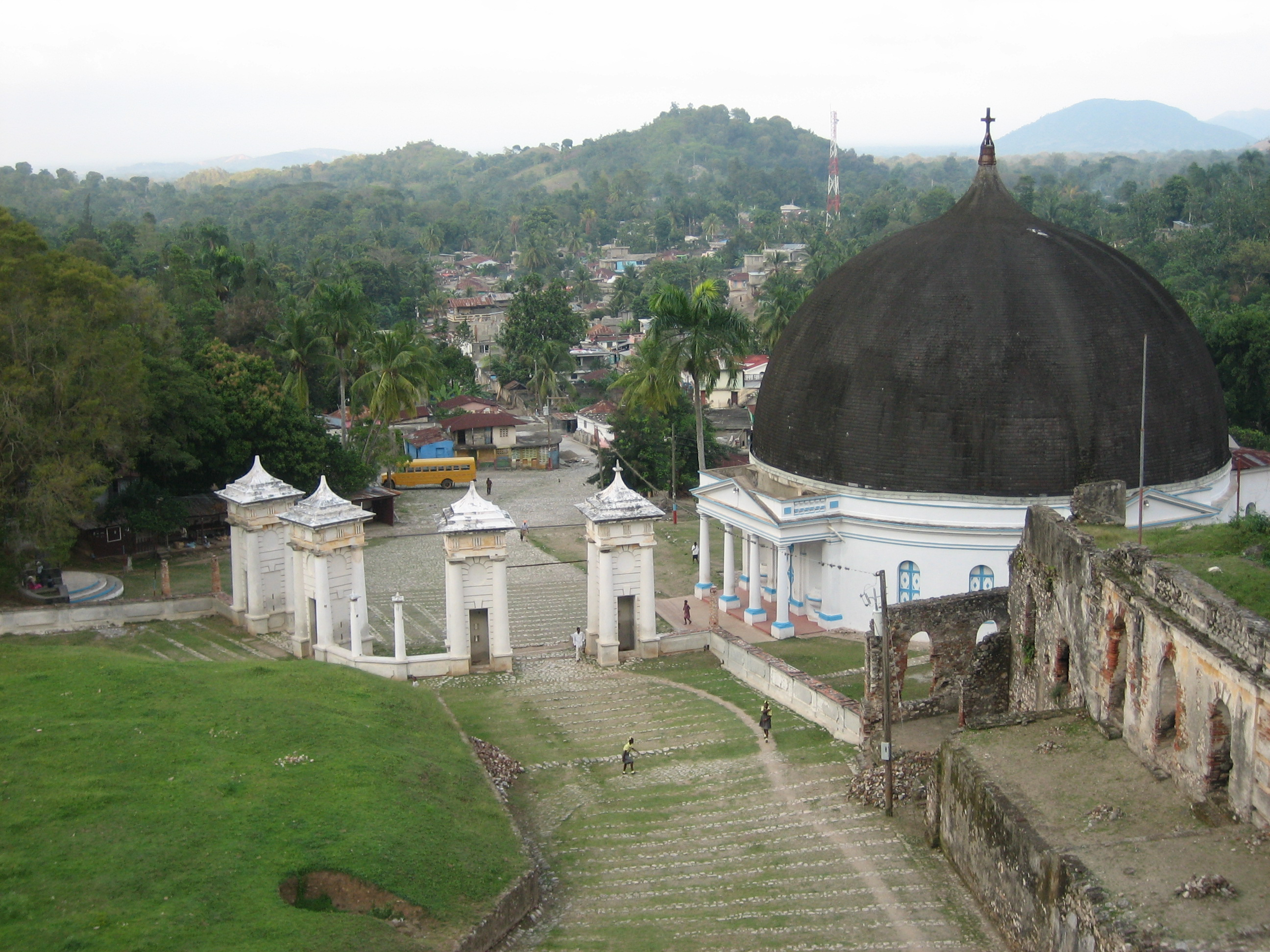
Blick vom Palais Sans Souci auf Milot

Milot (Haitianisch-Kreolisch Milo) ist ein Ort im Département Nord von Haiti. Er liegt rund 12 Kilometer südlich von der Hafenstadt Cap-Haïtien. In dem Ort wohnen 25.149 Einwohner (2003).
Im Süden des Ortes liegt im historischen Nationalpark die Ruine des Palais Sans Souci, eine ehemalige Residenz des haitianischen Königs Henri Christophe. Die 1805 bis 1820 erbaute Zitadelle La Ferrière befindet sich auf dem Berggipfel Bonnet à l'Evêque rund 10 km von der Milot entfernt.